# SBS 러브FM
SBS 러브FM은 대한민국 수도권의 민영 방송사인 SBS의 종합 전문 라디오 방송 채널이다.

## 개요
주로 뉴스, 시사, 연예오락, 음악, 스포츠 등의 종합 정보를 24시간 제공하는 대한민국의 종합 라디오 채널 중 하나이다.
송출 구역이 서울특별시, 인천광역시, 경기도 전 지역, 충청남도 북부 일부 지역, 충청북도 북부 일부 지역, 강원특별자치도 영서 일부 지역에만 국한되어 있다. SBS 파워FM이 전국 각 지역 9개 지역민방과 네트워크를 이루는 것과 달리 SBS 러브FM은 오랫동안 네트워크가 구축되지 않았다.
다만 KNN 부산경남방송의 경우, 2016년 5월 10일에 2개의 FM 채널로 이원화하여, KNN 러브FM에서도 프로그램 제작국인 서울 SBS 본사에서 송출하는 러브FM의 일부 프로그램도 청취가 가능하다.
매일 아침 6시 57분과 밤 9시 57분까지는 57분 교통정보, 아침 8시 30분부터 밤 11시 30분까지는 SBS 생활정보가 방송된다. 그 외의 시간대는, 광고 없이 59분까지 음악을 내보내고 정시 시보를 내보낸다.
'러브FM'이라는 애칭은 2000년에 사내 공모를 통해 지어졌으며, 뜻은 주파수인 103.5MHz를 풀이하여 열(10)렬히 사모(3.5)한다라는 뜻으로 지어졌다.

## 역사
SBS 러브FM의 AM 주파수인 792kHz는 원래 1963년 4월 25일에 개국하여 방송하던 동아일보 산하 라디오 방송국인 동아방송(DBS)의 주파수였다. 동아방송은 1980년 11월 30일에 언론통폐합 때 KBS에 강제 매각되어 KBS 라디오서울로 변경되었다.
이후 KBS가 조직 축소를 단행하고 1990년 11월 14일 정부에서 그 동안 주춤했던 민영방송을 재허용하자, 방송국 사업 진출을 선언한 태영건설의 주도로 주식회사 서울방송이 설립되었다. 1991년 3월 11일 오후 5시 KBS 라디오서울이 폐국되었고, KBS는 라디오서울의 주파수인 AM 792kHz를 SBS에 이관하였다. 이로써 1991년 3월 20일에 SBS AM 라디오가 개국하였다. 당시 SBS 라디오의 개국 알림 방송은 DBS-KBS 출신으로 SBS의 개국 멤버로 이적한 손석기 아나운서가 맡았다.
갓 개국할 당시에는 자체 AM 송신소가 없어서 KBS의 개봉 송신소를 임차해 송출하였으며, 이 때문에 KBS 노조의 반발이 있었다. 1993년 7월 1일 경기도 고양시 덕양구 내곡동 대곡역 근처에 일산 AM 송신소를 신축, 이전하였다.
1999년 1월 1일에는 FM 방송이 개국하였다.
2022년 11월 8일 오전 10시 26분에 내곡동 일산 송신소가 운용 휴지에 들어갔으며, 6개월간의 적응 과정을 거쳐 2023년 5월 8일에 최종 폐국되었다.

## 연혁
- 1991년 3월 20일 : AM 라디오 방송 개국(호출부호 HLSQ, AM 792kHz, 50㎾).
- 1993년 7월 1일 : 경기도 고양시 덕양구 내곡동에 일산AM송신소 준공, AM 라디오 방송이 대한민국 최초로 AM 스테레오 방송 개시.
- 1996년 3월 1일 : 24시간 종일방송 실시[3]
- 1999년 1월 1일 : 표준FM방송 개국(호출부호 HLSQ-SFM, FM 103.5MHz, 10㎾).
- 2000년 : 사내 공모를 통해 "SBS 러브FM"으로 애칭 및 채널명 변경.
- 2001년 1월 1일 : AM 스테레오 방송 중단.
- 2002년 9월 7일 : 기쁜 우리 젊은 날 방송 시작.
- 2004년 3월 1일 : 사옥 이전(여의도 → 목동).
- 2004년 5월 2일 : 책하고 놀자 방송 폐지, 생생가요 방송 시작.
- 2004년 10월 18일 : 라디오천하 방송 시작.
- 2005년 5월 8일 : 책하고 놀자 방송 시작.
- 2006년 5월 1일 : 섹션라디오 방송 시작.
- 2006년 11월 3일 : 라디오천하 방송 폐지.
- 2006년 11월 6일 : 김창열의 올드스쿨 방송 시작, 기쁜 우리 젊은 날 방송 폐지.
- 2007년 4월 16일 : 허수경의 가요풍경 방송 시작.
- 2007년 4월 30일 : 개국 8주년을 맞아 "SBS 라디오"로 채널명 환원, 세상을 만나자 방송 시작.
- 2007년 11월 2일 : 허수경의 가요풍경 방송 폐지.
- 2007년 11월 5일 : 좋아 좋아, 라디오가 좋다 방송 시작.
- 2008년 3월 31일 : 최백호의 낭만시대, 즐거운 저녁길, 우리집 라디오 방송 시작.
- 2008년 8월 4일 : "SBS 러브FM"으로 채널명 환원.
- 2008년 10월 27일 : 기분 좋은 밤 방송 시작.
- 2009년 4월 12일 : 좋아 좋아 방송 폐지.
- 2009년 4월 13일 : 정선희의 러브FM, 한국 현대사 증언 방송 시작.
- 2009년 10월 23일 : 즐거운 저녁길 방송 폐지.
- 2009년 10월 26일 : 한수진의 오늘 방송 시작.
- 2010년 3월 26일 : 스포츠 투데이 방송 폐지.
- 2010년 3월 28일 : 우리집 라디오 방송 폐지.
- 2010년 3월 29일 : 달콤한 밤 방송 시작.
- 2010년 11월 1일 : 뮤직토피아 방송 시작.
- 2011년 1월 14일 : 한국 현대사 증언 방송 폐지.
- 2011년 4월 1일 : 한수진의 오늘 방송 폐지.
- 2011년 4월 3일 : 정선희의 러브FM, 와와쇼 방송 폐지.
- 2011년 4월 4일 : 희망사항, 이야기쇼, 시사초점, 브라보 라디오 방송 시작.
- 2011년 4월 9일 : 행복한 주말, 유쾌한 주말, 2시의 뮤직쇼 김기덕입니다 방송 시작.
- 2011년 9월 19일 : 라디오 오디션 국민DJ를 찾습니다 1기 방송 시작.
- 2011년 11월 21일 : 스마트 경제 방송 시작.
- 2011년 11월 26일 : 박준형의 시사갈갈 방송 시작.
- 2012년 3월 7일 : 라디오 오디션 국민DJ를 찾습니다 1기 방송 폐지.
- 2012년 3월 25일 : 달콤한 밤 방송 폐지.
- 2012년 3월 26일 : 여러분의 국민DJ, 라디오 오디션 국민DJ를 찾습니다 2기 방송 시작.
- 2012년 4월 27일 : 이야기쇼, 브라보 라디오, 라디오가 좋다 방송 폐지.
- 2012년 4월 30일 : 유영재의 가요쇼, 명랑특급, 노사연, 이성미쇼 방송 시작.
- 2012년 12월 2일 : 박준형의 시사갈갈 방송 폐지.
- 2013년 4월 12일 : 희망사항 방송 폐지.
- 2013년 4월 15일 : 헬로우 미스터 록기 방송 시작.
- 2013년 4월 20일 : 유쾌한 주말 방송 폐지, 도시락쇼 방송 시작.
- 2013년 6월 7일 : 여러분의 국민DJ 방송 폐지.
- 2013년 7월 1일 : 스위트뮤직박스 방송 시작.
- 2013년 8월 9일 : 시사초점 방송 폐지.
- 2013년 8월 31일 : 휴먼토크 방송 시작.
- 2013년 10월 11일 : 스마트 경제 방송 폐지.
- 2013년 10월 13일 : 행복한 주말 방송 폐지.
- 2013년 10월 14일 : 이숙영의 러브FM 방송 시작.
- 2014년 4월 13일 : 휴먼토크 방송 폐지.
- 2015년 4월 26일 : 도시락쇼 방송 폐지.
- 2015년 5월 2일 : 맛있는 라디오 방송 시작.
- 2015년 6월 30일 : SBS 러브FM 이천중계소 개소.(FM 98.3MHz, 50W).[4]
- 2015년 11월 1일 : 명랑특급 방송 폐지.
- 2015년 11월 2일 : 송은이, 김숙의 언니네 라디오 방송 시작.
- 2016년 3월 25일 : 스위트뮤직박스, 헬로우 미스터 록기 방송 폐지.
- 2016년 3월 27일 : 세상을 만나자, 노사연, 이성미쇼 방송 폐지.
- 2016년 3월 28일 : 털어야 산다, 윤형빈, 양세형의 투맨쇼, 드라이빙 클럽, 남희석의 사이다 방송 시작.
- 2016년 4월 3일 : 한수진이 만난 사람 방송 시작.
- 2016년 5월 10일 : KNN 러브FM(호출부호 HLDG-SFM, 부산권 FM 105.7MHz) 개국으로 SBS 러브FM 첫 네트워크 구축, 딱좋은 라디오 방송 시작.
- 2016년 6월 26일 : 맛있는 라디오 방송 폐지.
- 2017년 3월 4일 : 남희석의 사이다 방송 폐지.
- 2017년 3월 6일 : SBS 정치쇼 방송 시작.
- 2017년 3월 17일 : 드라이빙 클럽 방송 폐지.
- 2017년 3월 19일 : 털어야 산다, 2시의 뮤직쇼 김기덕입니다 방송 폐지.
- 2017년 3월 20일 : 아싸 라디오 방송 시작.
- 2017년 5월 10일 : KNN 러브FM 기장/정관 중계소 및 양산 중계소 개소(기장/정관권 FM 89.3MHz, 양산권 FM 88.5MHz).
- 2017년 8월 31일 : 윤형빈, 양세형의 투맨쇼 방송 폐지.
- 2017년 9월 1일 : 뉴스브리핑 방송 시작.
- 2017년 10월 30일 : KNN 러브FM 불모산 중계소 개소(창원/김해/거제권 FM 90.9MHz).
- 2018년 3월 11일 : 아싸 라디오 방송 폐지.
- 2018년 3월 12일 : 세상의 모든 소리 방송 시작.
- 2018년 3월 21일 : KNN 러브FM 장군대산 중계소 개소(진주권 FM 98.7MHz).
- 2018년 9월 9일 : 한수진이 만난 사람, 세상의 모든 소리 방송 폐지.
- 2018년 9월 10일 : 집으로 가는 길 방송 시작.
- 2018년 9월 15일 : 드라이브 뮤직 방송 시작.
- 2018년 9월 16일 : 안윤상의 선곡! 진검승부 방송 시작.
- 2019년 6월 2일 : 유영재의 가요쇼, 송은이, 김숙의 언니네 라디오 방송 폐지.
- 2019년 6월 3일 : 음악 오디세이, 김상혁, 딘딘의 오빠네 라디오 방송 시작.
- 2019년 7월 8일 : 시사전망대 방송 폐지.
- 2019년 7월 9일 : 한낮의 BGM 방송 시작.
- 2019년 8월 9일 : 한낮의 BGM 방송 폐지.
- 2019년 8월 12일 : 아브라카다브라 방송 시작.
- 2020년 3월 29일 : 안윤상의 선곡! 진검승부, 섹션라디오 방송 폐지.
- 2020년 3월 30일 : 허지웅쇼 방송 시작.
- 2020년 5월 31일 : 김상혁, 딘딘의 오빠네 라디오 방송 폐지.
- 2020년 6월 1일 : 김창열의 올드스쿨 방송 폐지, 시사특공대 방송 시작.
- 2020년 6월 2일 : SBS 파워FM 붐붐파워 동시 송출.
- 2020년 9월 16일 : 집으로 가는 길 방송 폐지.
- 2020년 9월 17일 : 황제성의 Ready Yo 팡팡 방송 시작.
- 2020년 9월 28일 : KNN 러브FM과 KNN 파워FM을 노래하나 얘기둘 동시방송.
- 2021년 2월 21일 : 음악 오디세이 방송 폐지.
- 2021년 2월 22일 : 목돈연구소, 간미연의 러브나잇 방송 시작.
- 2021년 3월 7일 : 유영미의 마음은 언제나 청춘 방송 폐지.
- 2021년 3월 8일 : 최영주의 아침편지 방송 시작.
- 2021년 3월 15일 : 기분 좋은 밤 방송 폐지.
- 2021년 3월 16일 : 스위트뮤직박스 방송 재개.
- 2021년 3월 20일 : SBS 러브FM 개국 31주년.
- 2021년 9월 12일 : 황제성의 Ready Yo 팡팡 방송 폐지.
- 2022년 2월 6일 : 아브라카다브라 방송 폐지.
- 2022년 2월 7일 : 윤수현의 천태만상 방송 시작.
- 2022년 4월 4일 : KNN 러브FM과 KNN 파워FM을 김아라의 생생 라디오 동시방송.
- 2022년 5월 15일 : 시사특공대 방송 폐지.
- 2022년 5월 16일 : LP카페 방송 시작.
- 2022년 7월 17일 : 붐붐파워 방송 폐지.
- 2022년 7월 18일 : 뜨거우면 지상렬 방송 시작.
- 2022년 11월 8일 : AM 라디오 방송 중단.
- 2023년 5월 8일 : AM 라디오 방송 최종 폐국. FM 라디오 방송 전환.
- 2023년 10월 15일 : 허지웅쇼, LP카페, 간미연의 러브나잇 방송 폐지.
- 2023년 10월 16일 : 박세미의 수다가 체질, 유민상의 배고픈 라디오, 그대의 밤, 정엽입니다 방송 시작.
- 2023년 10월 17일 : KNN 러브FM과 KNN 파워FM을 온나라디오와 오희주의 라디오라떼를 동시방송.
- 2023년 11월 30일 : 뮤직토피아, 생생가요 방송 폐지.
- 2023년 12월 1일 : Hits 20 방송 시작.
- 2023년 12월 2일 : Love 20 방송 시작.
- 2024년 5월 31일 : 온나라디오 이해리 방송 하차.
- 2024년 6월 3일 : 온나라디오 조문경 방송 시작.
- 2024년 7월 21일 : 윤수현의 천태만상 방송 폐지.
- 2024년 7월 22일 : 유민상의 배고픈 라디오 시간대 변경, 6시 저녁바람 김창완입니다 방송 시작.
- 2025년 3월 28일 : 장원일의 2시뮤직 방송 시작.
- 2025년 4월 6일 : 뜨거우면 지상렬 방송 폐지.
- 2025년 4월 7일 : 어예진의 방과후 목돈연구소, 주영진의 뉴스직격 방송 시작.
- 2025년 7월 7일 : 박은경의 스위트뮤직박스 방송 폐지.
- 2025년 7월 8일 : 심야방송반 방송 시작.
- 2025년 7월 12일 : 박은경의 러브FM 방송 시작.

## 방송 송출 시설망
|                        | 송신소          | 주파수      | 출력 | 호출부호 | 송신소 위치                        | 비고 |
| ---------------------- | --------------- | ----------- | ---- | -------- | ---------------------------------- | ---- |
| SBS 러브FM (수도권)    | 관악산 송신소   | FM 103.5MHz | 10kW | HLSQ-SFM | 경기 안양시 동안구 비산동 산3-1    |      |
| SBS 러브FM (수도권)    | 효양산 중계소   | FM 98.3MHz  | 50W  | HLSQ-SFM | 경기 이천시 부발읍 마암리 산21-1   |      |
| KNN 러브FM (부산·경남) | 황령산 송신소   | FM 105.7MHz | 1kW  | HLDG-2FM | 부산 연제구 연산2동 산181-3        |      |
| KNN 러브FM (부산·경남) | 정관 중계소     | FM 89.3MHz  | 20W  | HLDG-2FM | 부산 기장군 정관읍 달산리 산146-14 |      |
| KNN 러브FM (부산·경남) | 기장 중계소     | FM 89.3MHz  | 20W  | HLDG-2FM | 부산 기장군 일광읍 삼성리 산41     |      |
| KNN 러브FM (부산·경남) | 양산 중계소     | FM 88.5MHz  | 20W  | HLDG-2FM | 경남 양산시 동면 석산리 656-30     |      |
| KNN 러브FM (부산·경남) | 불모산 중계소   | FM 90.9MHz  | 1kW  | HLDG-2FM | 경남 창원시 성산구 천선동 산213-8  |      |
| KNN 러브FM (부산·경남) | 장군대산 중계소 | FM 98.7MHz  | 1kW  | HLDG-2FM | 경남 진주시 문산읍 상문리 325-5    |      |

## 방송 시간
| 방송 채널  | 연도   | 방송 시작 시간 | 방송 종료 시간               | 비고  |
| ---------- | ------ | -------------- | ---------------------------- | ----- |
| SBS 러브FM | 1991년 | 05:00          | 02:00                        |       |
| SBS 러브FM | 1996년 | 05:00          | 05:00                        | [ 3 ] |
| SBS 러브FM | 1996년 | 05:00          | 02:00 (매월 마지막주 화요일) | [ 3 ] |

## 방송 프로그램 편성표
2025년 7월 7일 기준
| 방송시간                  | 프로그램 (SBS 본사 기준 - 프로그램 제작국)                                    | 프로그램 (SBS 본사 기준 - 프로그램 제작국)                                    | 프로그램 (SBS 본사 기준 - 프로그램 제작국)                                              | KNN 러브FM (부산경남권) | KNN 러브FM (부산경남권) | KNN 러브FM (부산경남권) |
| 방송시간                  | 평일                                                                          | 공휴일                                                                        | 주말                                                                                    | 평일                    | 공휴일                  | 주말                    |
| ------------------------- | ----------------------------------------------------------------------------- | ----------------------------------------------------------------------------- | --------------------------------------------------------------------------------------- | ----------------------- | ----------------------- | ----------------------- |
| 05:00                     | 최영주의 아침편지                                                             | 최영주의 아침편지                                                             | 최영주의 아침편지                                                                       | ○ ×                     | ○ ×                     | ○ ×                     |
| 06:00                     | SBS 뉴스                                                                      | SBS 뉴스                                                                      | 김선재의 책하고 놀자                                                                    | ○                       | ○                       | ○ ×                     |
| 06:05                     | 고현준의 뉴스브리핑                                                           | 고현준의 뉴스브리핑                                                           | 김선재의 책하고 놀자                                                                    | ○                       | ○                       | ○ ×                     |
| 07:00                     | SBS 뉴스                                                                      | SBS 뉴스                                                                      | DJ 래피의 드라이브 뮤직 1, 2, 3, 4부                                                    | ○                       | ○                       | ○                       |
| 07:05                     | 김태현의 정치쇼                                                               | 김태현의 정치쇼                                                               | DJ 래피의 드라이브 뮤직 1, 2, 3, 4부                                                    | ○                       | ○                       | ○                       |
| 09:00                     | SBS 뉴스 (김아라의 생생 라디오 (파워FM 수중계))                               | SBS 뉴스 (김아라의 생생 라디오 (파워FM 수중계))                               | SBS 뉴스 (김아라의 생생 라디오 (파워FM 수중계))                                         | ○ ×                     | ○ ×                     | ○ ×                     |
| 09:05                     | 이숙영의 러브FM                                                               | 이숙영의 러브FM                                                               | 박은경의 러브FM                                                                         | ○ ×                     | ○ ×                     | ○ ×                     |
| 11:00                     | 박연미의 목돈연구소                                                           | 박연미의 목돈연구소                                                           | 박연미의 목돈연구소                                                                     | ×                       | ×                       | ×                       |
| 12:00                     | SBS 뉴스                                                                      | SBS 뉴스                                                                      | SBS 뉴스                                                                                | ○                       | ○                       | ○                       |
| 12:05                     | 박세미의 수다가 체질                                                          | 박세미의 수다가 체질                                                          | 박세미의 수다가 체질                                                                    | ○                       | ○                       | ○                       |
| 14:00                     | SBS 낮 종합뉴스                                                               | SBS 뉴스 (라기오의 딱좋은 라디오 (주말))                                      | SBS 뉴스 (라기오의 딱좋은 라디오 (주말))                                                | ○                       | ○                       | ○ ×                     |
| 14:20 (평일) 14:05 (주말) | 유민상의 배고픈 라디오 (라기오의 딱좋은 라디오 (평일, 공휴일))                | 유민상의 배고픈 라디오 (라기오의 딱좋은 라디오 (평일, 공휴일))                | 유민상의 배고픈 라디오 (라기오의 딱좋은 라디오 (평일, 공휴일))                          | ×                       | ×                       | ×                       |
| 16:00                     | 어예진의 방과후 목돈연구소 (강영운, 이윤정의 노래하나 얘기둘 (파워FM 수중계)) | 어예진의 방과후 목돈연구소 (강영운, 이윤정의 노래하나 얘기둘 (파워FM 수중계)) | DJ 래피의 드라이브 뮤직 5, 6, 7, 8부 (강영운, 이윤정의 노래하나 얘기둘 (파워FM 수중계)) | ○ ×                     | ○ ×                     | ○ ×                     |
| 17:00                     | 주영진의 뉴스직격 (강영운, 이윤정의 노래하나 얘기둘 (파워FM 수중계))          | 주영진의 뉴스직격 (강영운, 이윤정의 노래하나 얘기둘 (파워FM 수중계))          | DJ 래피의 드라이브 뮤직 5, 6, 7, 8부 (강영운, 이윤정의 노래하나 얘기둘 (파워FM 수중계)) | ○ ×                     | ○ ×                     | ○ ×                     |
| 18:00                     | SBS 뉴스                                                                      | SBS 뉴스                                                                      | SBS 뉴스                                                                                | ○                       | ○                       | ○                       |
| 18:05                     | 6시 저녁바람 김창완입니다                                                     | 6시 저녁바람 김창완입니다                                                     | 6시 저녁바람 김창완입니다                                                               | ○                       | ○                       | ○                       |
| 20:00                     | SBS 뉴스 (오희주의 라디오라떼 (주말))                                         | SBS 뉴스 (오희주의 라디오라떼 (주말))                                         | SBS 뉴스 (오희주의 라디오라떼 (주말))                                                   | △                       | △                       | △                       |
| 20:05                     | 그대의 밤, 정엽입니다                                                         | 그대의 밤, 정엽입니다                                                         | 그대의 밤, 정엽입니다                                                                   | ○ ×                     | ○ ×                     | ○ ×                     |
| 22:00                     | SBS 뉴스                                                                      | 최백호의 낭만시대                                                             | 최백호의 낭만시대                                                                       | ○                       | ○                       | ○                       |
| 22:05                     | 최백호의 낭만시대                                                             | 최백호의 낭만시대                                                             | 최백호의 낭만시대                                                                       | ○                       | ○                       | ○                       |
| 00:00                     | 심야방송반                                                                    | 심야방송반                                                                    | 심야방송반                                                                              | ○                       | ○                       | ○                       |
| 02:00                     | Love 20 (장원일의 2시뮤직 (02:00) / 정파 (03:00))                             | Love 20 (장원일의 2시뮤직 (02:00) / 정파 (03:00))                             | Love 20 (장원일의 2시뮤직 (02:00) / 정파 (03:00))                                       | ×                       | ×                       | ×                       |
| 04:00                     | Hits 20 (정파)                                                                | Hits 20 (정파)                                                                | Hits 20 (정파)                                                                          | ×                       | ×                       | ×                       |

- 《최영주의 아침편지》, 《고현준의 뉴스브리핑》, 《김선재의 책하고 놀자》, 《김태현의 정치쇼》, 《DJ 래피의 드라이브 뮤직 1, 2, 3, 4부》, 《박세미의 수다가 체질》, 《유민상의 배고픈 라디오》, 《6시 저녁바람 김창완입니다》, 《그대의 밤, 정엽입니다》, 《최백호의 낭만시대》, 《심야방송반》은 지역 자체방송 없이 청취할 수 있다.

- 아침 6시 57분부터 밤 9시 57분까지 57분 라이브와, 아침 7시 26분, 오후 2시 56분, 오후 4시 56분, 밤 9시 56분에는 사랑으로 하나되는 세상, 아침 9시 56분에는 SBS 희망리포트, 아침 10시 56분, 낮 12시 30분에는 SBS 우리말 지킴이, 아침 10시 30분, 낮 1시 30분, 오후 3시 30분, 밤 10시 30분, 밤 11시 30분에는 SBS 생활정보가 방송된다.

## 수신 가능 지역
- 서울특별시, 인천광역시, 경기도 전 지역, 강원특별자치도 일부 지역, 대전광역시, 세종특별자치시, 충청남도 일부, 충청북도 일부 지역이다.
- 부산광역시는 FM 105.7㎒로 KNN 러브FM을 통해서 SBS 러브FM 일부 프로그램과 KNN 부산경남방송의 지역 자체 방송을 청취할 수 있다.
- 송출 중단 전까지 심야 시간에 AM 792㎑를 통해 전국에서 청취할 수 있었지만 중국방송과 혼선이 매우 심각했으며 기상 상태에 따라서 수신률이 유동적으로 변동됐었다. 최근에 오디오 레벨이 원 상태로 복구되어 한동안 수신하기가 원활했던 때가 있었다.
- 경상남도의 경우 KNN 러브FM을 통해 부산광역시와 동일하게 SBS 러브FM 일부 프로그램과 지역 자체방송을 청취할 수 있다.
- 2019년 5월 기준으로 부산광역시·경상남도 권역의 청취 불가 지역은 거창 감악산 중계소 영향권인 거창, 함양 등 경남 서북부권 지역이다.

## 특집 프로그램

### 함께하는 명절, 나누는 기쁨
SBS 러브FM과 SBS 파워FM의 명절 특집 생방송 프로그램이다. 매년 설날 및 추석 당일에 방송되며 교통정보를 제공한다.

### 러브FM 러브로드
SBS 러브FM의 여름 휴가철 특집 생방송 프로그램이다. 2011년 8월 6일에 여름 휴가철을 맞아 다양한 교통정보와 프로그램을 선보였다.

## 네트워크
SBS 러브FM의 경우 SBS 네트워크와 가맹한, 다른 지역의 민영방송사에서도 해당 채널의 일부 프로그램을 청취할 수 있다.
| 방송국명 | 명칭       | 방송 권역                        | 개국일                          |
| -------- | ---------- | -------------------------------- | ------------------------------- |
| SBS      | SBS 러브FM | 서울특별시 · 인천광역시 · 경기도 | 1991. 3. 20(AM), 1999. 1. 1(FM) |
| KNN      | KNN 러브FM | 부산광역시 · 경상남도            | 2016. 5. 10                     |

## 시보 멘트
| “ | 중파 792㎑ 여러분의 SBS 서울방송입니다. HLSQ | ” |
|   | — 1991년 3월 20일 ~ 1998년 12월 31일         |   |

| “ | 중파 792㎑ 표준FM 103.5㎒ SBS 라디오입니다. HLSQ | ” |
|   | — 1999년 1월 1일 ~ 2000년 7월 2일                |   |

| “ | 중파 792㎑ 표준FM 103.5㎒ SBS 열삼오 러브FM입니다. HLSQ | ” |
|   | — 2000년 7월 3일 ~ 2002년 3월 31일                      |   |

| “ | AM 792㎑ 표준FM 103.5㎒ SBS 러브FM입니다. HLSQ | ” |
|   | — 2002년 4월 1일 ~ 2004년                      |   |

| “ | FM 103.5㎒ 여러분의 SBS (열삼오) 러브FM입니다 HLSQ | ” |
|   | — 2000년 7월 3일 ~ 2004년(광고가 없는 시보)        |   |

| “ | AM 792㎑ FM 103.5㎒ SBS 러브FM입니다. HLSQ                   | ” |
|   | — 2004년 ~ 2007년 4월 29일, 2008년 8월 4일 ~ 2022년 11월 7일 |   |

| “ | AM 792㎑ FM 103.5㎒ SBS 라디오입니다. HLSQ | ” |
|   | — 2007년 4월 30일 ~ 2008년 8월 3일         |   |

| “ | FM 103.5㎒ SBS 러브FM입니다. HLSQ   | ” |
|   | — 2022년 11월 8일 ~ 2023년 8월 10일 |   |

| “ | 103.5㎒ SBS 러브FM입니다. HLSQ-SFM | ” |
|   | — 2023년 8월 11일 ~ 현재           |   |

## 제공 시보

### 정각 시보
- 현대자동차 - 07시, 09시, 11시, 13시, 15시, 17시, 19시, 21시 시보 광고 제공
- 기아 - 16시
- 무광고 - 00시, 01시, 02시, 03시, 04시, 05시, 06시, 08시, 10시, 12시, 14시, 18시, 20시, 22시, 23시

### 고릴라 정각 시보
- 공구우먼
- NH농협은행
- 중심얼얼

### 30분 시보
- 현대자동차 - 07시, 09시, 13시, 15시, 18시, 21시 시보 광고 제공
- 광고 없음 - 05시, 15시, 17시, 19시, 20시, 23시
- 코리아 드라이브 - 06시, 08시, 10시, 12시, 14시, 16시, 17시, 19시, 20시, 22시 시보 광고 제공
- 태영건설 데시앙 - 09시, 15시, 17시, 19시, 23시 광고 시보 제공

### 고릴라 30분 시보
- 베스트슬립
- 탄탄면공방
- GS건설 자이
- 중심얼얼
- 무광고

## 로고송
| “ | 세상을 보는 바른 선택 SBS~ AM 라디오~ | ” |
|   | — 1997년 ~ 1999년                     |   |

| “ | SBS 러브FM ~      | ” |
|   | — 2000년 ~ 2016년 |   |

| “ | 러브~ 러브~ 103.5㎒ FM~            | ” |
|   | — 2000년 ~ 2008년 (30분 시보 전용) |   |

| “ | 지친 그댈 위해 내가 준비했어 우~ 꿈 같은 휴식을 주는 SBS 러브FM | ” |
|   | — 2000년 ~ 2008년                                               |   |

| “ | 러브 러브 러브 FM~ 러브FM          | ” |
|   | — 2006년 ~ 2007년 (30분 시보 전용) |   |

| “ | 항상 두손 꼭 잡아요 우리함께 해요~ 사랑해 오~ 행복해~ SBS 러브FM (라디오) | ” |
|   | — 2006년 ~ 2009년                                                         |   |

| “ | SBS~ (라디오~) 러브FM~ (러브FM) | ” |
|   | — 2008년 ~ 현재                 |   |

| “ | 103.5 103.5 러브FM! | ” |
|   | — 2008년 ~ 현재     |   |

| “ | 행복 가득 드려요 기쁨 가득 드려요 SBS 라디오~ 2007년 ~ 2009년 | ” |

| “ | 언제나 내 곁에~ SBS 라디오~ | ” |
|   | — 2007년 ~ 2009년           |   |

| “ | 오늘도 우린 당신과 달려요~ 러브 FM | ” |
|   | — 2016년 3월 ~ 현재                |   |

| “ | 다 함께 행복한 SBS 라디오 | ” |
|   | — 2016년 3월 ~ 현재       |   |

| “ | 바로 지금 뛰고 있는 당신은 혼자가 아니에요 당신이 뛰는 힘 오 러브FM | ” |
|   | — 2016년 3월 ~ 현재                                                 |   |

| “ | 사랑해요 사랑해요 103.5 러브FM | ” |
|   | — 2017년 ~ 현재                |   |

## 같이 보기
- KBS 제3라디오
- SBS 파워FM
- TBS FM
- cpbc FM
- YTN 라디오
- EBS 1TV
- KTV 국민방송
- 연합뉴스TV JOB